# Vathiménil
Vathiménil est une commune française située dans le département de Meurthe-et-Moselle en région Grand Est.

## Géographie
| Fraimbois | Saint-Clément | Chenevières |
|           | Vathiménil    |             |
| Moyen     |               | Flin        |

### Hydrographie
La commune est dans le bassin versant du Rhin au sein du bassin Rhin-Meuse. Elle est drainée par la Meurthe, le ru de Coqueron, le ruisseau de Foirou, le ruisseau de Gre St Clement, le ruisseau de Vathimenil et le ruisseau des Fauchees,.
La Meurthe, d'une longueur de 161 km, prend sa source dans la commune du Valtin et se jette  dans la Moselle à Pompey, après avoir traversé 53 communes. 

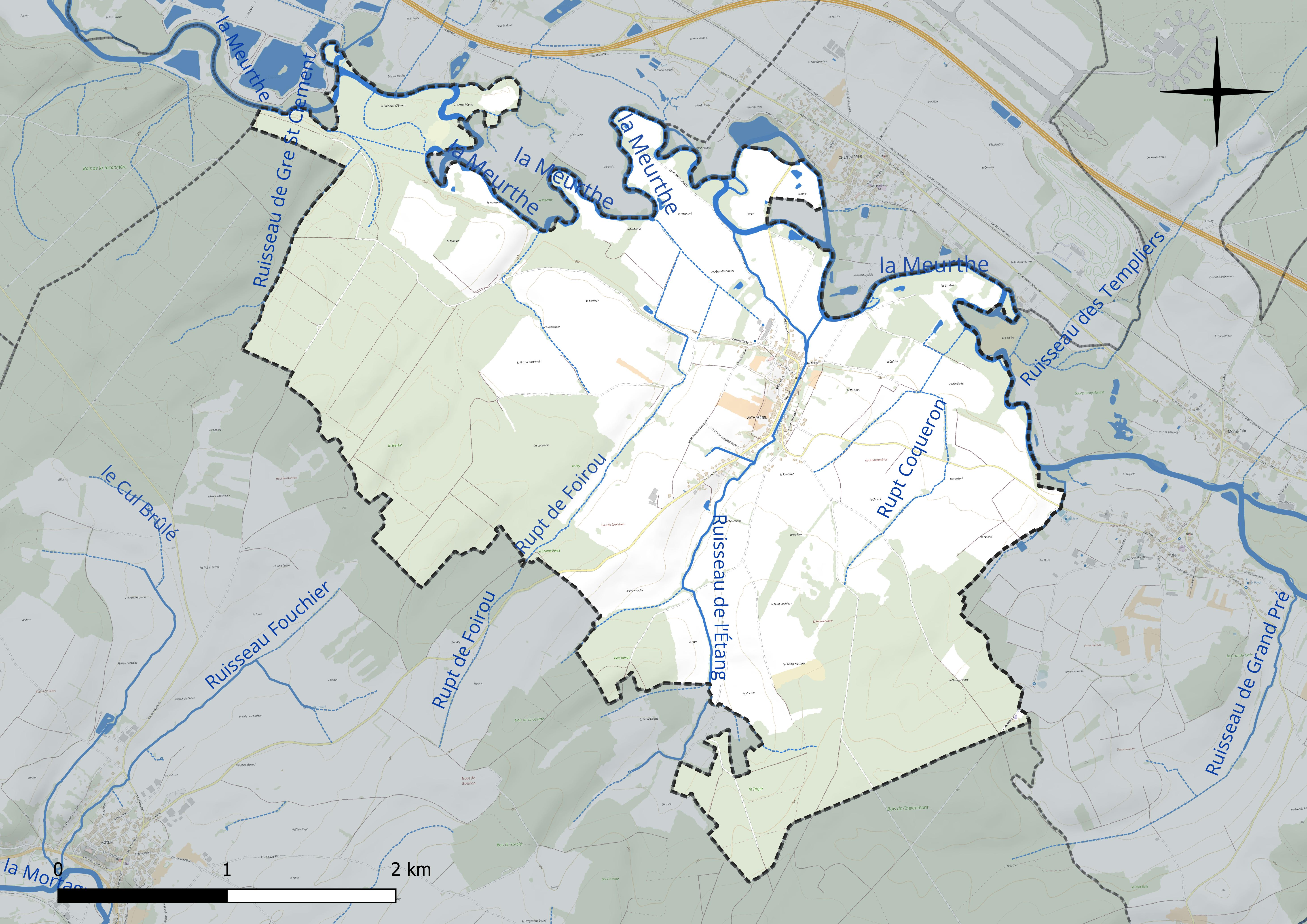
Réseau hydrographique de Vathiménil.

### Climat
Pour des articles plus généraux, voir Climat du Grand Est et Climat de Meurthe-et-Moselle.
En 2010, le climat de la commune est de type climat des marges montargnardes, selon une étude du Centre national de la recherche scientifique s'appuyant sur une série de données couvrant la période 1971-2000. En 2020, Météo-France publie une typologie des climats de la France métropolitaine dans laquelle la commune est exposée à un climat semi-continental et est dans une zone de transition entre les régions climatiques « Lorraine, plateau de Langres, Morvan » et « Vosges ». 
Pour la période 1971-2000, la température annuelle moyenne est de 9,7 °C, avec une amplitude thermique annuelle de 17 °C. Le cumul annuel moyen de précipitations est de 830 mm, avec 11,8 jours de précipitations en janvier et 9,7 jours en juillet. Pour la période 1991-2020, la température moyenne annuelle observée sur la station météorologique de Météo-France la plus proche, « Roville », sur la commune de Roville-aux-Chênes à 14 km à vol d'oiseau, est de 10,3 °C et le cumul annuel moyen de précipitations est de 833,3 mm. 
La température maximale relevée sur cette station est de 40 °C, atteinte le 25 juillet 2019 ; la température minimale est de −24,5 °C, atteinte le 2 janvier 1971,,. 
Les paramètres climatiques de la commune ont été estimés pour le milieu du siècle (2041-2070) selon différents scénarios d'émission de gaz à effet de serre à partir des nouvelles projections climatiques de référence DRIAS-2020. Ils sont consultables sur un site dédié publié par Météo-France en novembre 2022.

## Urbanisme

### Typologie
Au 1er janvier 2024, Vathiménil est catégorisée commune rurale à habitat dispersé, selon la nouvelle grille communale de densité à sept niveaux définie par l'Insee en 2022.
Elle est située hors unité urbaine. Par ailleurs la commune fait partie de l'aire d'attraction de Nancy, dont elle est une commune de la couronne,. Cette aire, qui regroupe 353 communes, est catégorisée dans les aires de 200 000 à moins de 700 000 habitants,.

### Occupation des sols
L'occupation des sols de la commune, telle qu'elle ressort de la base de données européenne d’occupation biophysique des sols Corine Land Cover (CLC), est marquée par l'importance des territoires agricoles (49,6 % en 2018), en diminution par rapport à 1990 (51,6 %). La répartition détaillée en 2018 est la suivante : forêts (47,2 %), terres arables (28,6 %), prairies (20,1 %), zones urbanisées (3,1 %), zones agricoles hétérogènes (0,9 %). L'évolution de l’occupation des sols de la commune et de ses infrastructures peut être observée sur les différentes représentations cartographiques du territoire : la carte de Cassini (XVIIIe siècle), la carte d'état-major (1820-1866) et les cartes ou photos aériennes de l'IGN pour la période actuelle (1950 à aujourd'hui).

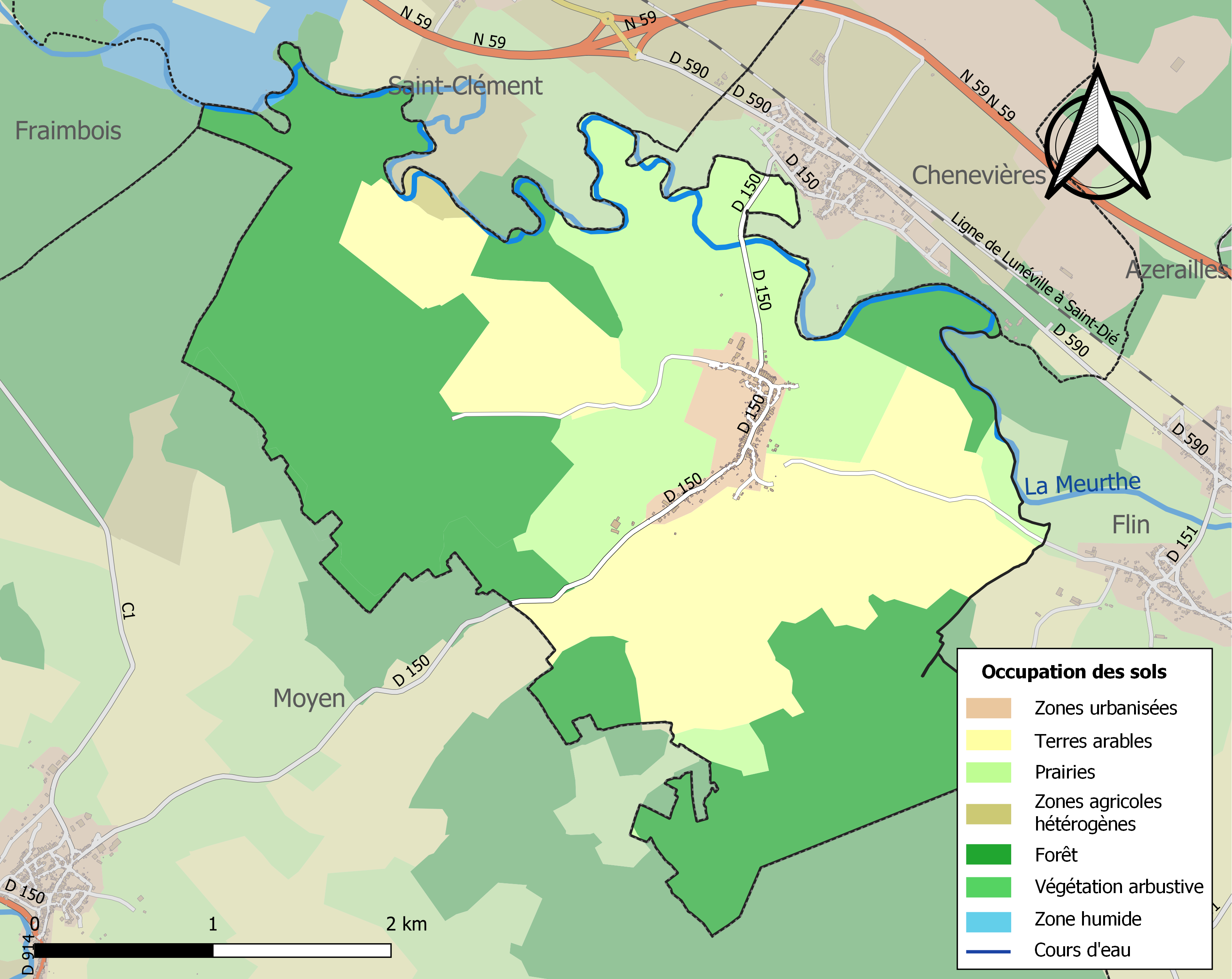
Carte des infrastructures et de l'occupation des sols de la commune en 2018 (CLC).

## Toponymie
Anciennes mentions : Watermasnil et Watemasnil (1164), Watiermasnil (1225), Vathimesnil (1476), Waithiemesnil (1587), Voithiemesnil (1605).
Sans doute la même étymologie que le lieu homophone Vatimesnil (Eure, Walteri masnile vers 1025, Vatiermesnil 1424, Vatermesnil 1454), ancien hameau de Povremont situé dans le Vexin normand. C'est-à-dire « le mesnil de Walterus », nom de personne germanique qui a donné Gauthier / Gautier en français, mais Vautier → Vatier dans les dialectes septentrionaux. Cf. Vatierville (Seine-Maritime, Walterivilla 1213, Watierville 1221) et Vasterival (Seine-Maritime, Wathierval 1333, vallon de Vatrival 1762).

## Histoire
Au Moyen Âge, Vathiménil est l'une des composantes de la « châtellenie de Moyen ». Celle-ci est une enclave au milieu du duché de Lorraine. Elle est dépendante du bailliage de Vic (sur-Seille), lui-même dépendant de la principauté épiscopale de Metz.
En 1164, l'évêque de Toul Henri de Lorraine, rapporte qu'un nommé Benchon prêtre, a donné à l'abbaye de Beaupré toute la dîme des prés de la paroisse de Vathiménil (Watemasnil).
En 1225, Philippe le seigneur de Gerbéviller, donne à l'abbaye de Beaupré tout ce qu'il possède à Vathiménil (Watiermasnil).
Vers 1427, lors de la guerre entre l'évêque de Metz et le seigneur de Blâmont, les habitants connurent de grandes souffrances.
En 1605 les habitants doivent fournir deux hommes pour faire le gué au château de Moyen. En outre, ils sont tenus à la garde du dit château toutes fois qu'il est besoin. Avec les habitants de Moyen, ils doivent faire le charroi des fagots et du gros bois de l'affouage du château. Les plaids annaux se tiennent le lendemain de Noël. Le Maire n'est pas élu par l'assemblée. Celle-ci désigne 9 habitants parmi lesquels le Seigneur de Moyen (échevin du château) choisi  le Maire de Vathiménil pour une ou plusieurs années selon son bon vouloir. Cette phrase sobre cache une pratique exceptionnelle en droit régional qui consistait à mettre la charge de maire aux enchères et au plus offrant.
Toujours en 1605, Le sieur abbé de Beaupré possède un gagnage appelé  Le Boulhieu.
entre 1729 et 1730, l'église est rebâtie.
En 1752, il est passé une convention entre les communautés de Flin et de Vathiménil à propos de la vaine-pâture.
En 1782 le village compte 80 feux (ménages).
En 1789 à la veille de la Révolution française, Vathiménil fait toujours partie de la châtellenie de Moyen, du bailliage de Vic et de la principauté épiscopale de Metz tout en dépendant de l'ancien diocèse de Toul sur le plan religieux.
Le 2 août 1890 un important orage de grêle s'abat sur le commune faisant 13 700 francs de dégâts.
L'article 12 du décret présidentiel du 12 novembre 1910 attribue à la commune des biens sous séquestre ayant appartenu à la fabrique et à la mense de l'église de Vathiménil. Cela sous-entend qu'il n'a pas été créé d'association cultuelle, conformément à la loi de séparation de l'Église et de l'État, notamment son article 4.
En 1914, monsieur Joseph Thouvenin, maire de Vathiménil est emmené parmi d'autres otages des Allemands au fort Von der Tann à Ingoldtadt en Bavière. Il est rapatrié le 1er avril 1916.
Le monument aux morts de la Première Guerre mondiale a été inauguré le 23 septembre 1934,.

## Politique et administration
| Période                                  | Période                  | Identité                    | Étiquette | Qualité                                  |
| ---------------------------------------- | ------------------------ | --------------------------- | --------- | ---------------------------------------- |
| Les données manquantes sont à compléter. |                          |                             |           |                                          |
| 1789                                     |                          | J. Thouvenin                |           |                                          |
| août 1852                                | après le 18 mai 1871     | Jean-Claude Thouvenin       |           | nommé par le préfet                      |
| avant le 24 mai 1871                     | après le 3 décembre 1871 | Jean-Baptiste Thouvenin     |           |                                          |
| avant le 20 décembre 1871                | après le 6 octobre 1876  | Jean-Nicolas Masson         |           |                                          |
| janvier 1876                             | après 1881               | Charles-Claude Thouvenin    |           |                                          |
| avant 1914                               | après mars 1921          | Joseph Thouvenin            |           | otage civil des allemands de 1914 à 1916 |
| avant mars 1926                          | après octobre 1937       | Henri Ferry                 |           |                                          |
| 1971                                     | 1989                     | Jean Poinsard (dit Jeannot) |           |                                          |
| 1989                                     | 1995                     | Jean-Claude Gallo           |           |                                          |
| 2001                                     | 2020                     | Jean-Marie Leclère          |           |                                          |
| 2020                                     | En cours                 | Ludwig Mischler             |           |                                          |

## Population et société

### Démographie
L'évolution du nombre d'habitants est connue à travers les recensements de la population effectués dans la commune depuis 1793. Pour les communes de moins de 10 000 habitants, une enquête de recensement portant sur toute la population est réalisée tous les cinq ans, les populations de référence des années intermédiaires étant quant à elles estimées par interpolation ou extrapolation. Pour la commune, le premier recensement exhaustif entrant dans le cadre du nouveau dispositif a été réalisé en 2004.

En 2022, la commune comptait 315 habitants, en évolution de −12,01 % par rapport à 2016 (Meurthe-et-Moselle : −0,13 %, France hors Mayotte : +2,11 %).
| 1793 | 1800 | 1806 | 1821 | 1831 | 1836 | 1841 | 1846 | 1851 |
| ---- | ---- | ---- | ---- | ---- | ---- | ---- | ---- | ---- |
| 359  | 372  | 323  | 387  | 420  | 445  | 436  | 444  | 437  |

| 1856 | 1861 | 1872 | 1876 | 1881 | 1886 | 1891 | 1896 | 1901 |
| ---- | ---- | ---- | ---- | ---- | ---- | ---- | ---- | ---- |
| 423  | 409  | 395  | 399  | 374  | 382  | 344  | 349  | 367  |

| 1906 | 1911 | 1921 | 1926 | 1931 | 1936 | 1946 | 1954 | 1962 |
| ---- | ---- | ---- | ---- | ---- | ---- | ---- | ---- | ---- |
| 348  | 357  | 316  | 279  | 273  | 278  | 284  | 275  | 273  |

| 1968 | 1975 | 1982 | 1990 | 1999 | 2004 | 2006 | 2009 | 2014 |
| ---- | ---- | ---- | ---- | ---- | ---- | ---- | ---- | ---- |
| 257  | 210  | 230  | 265  | 255  | 282  | 306  | 326  | 351  |

| 2019 | 2022 | - | - | - | - | - | - | - |
| ---- | ---- | - | - | - | - | - | - | - |
| 322  | 315  | - | - | - | - | - | - | - |

## Culture locale et patrimoine

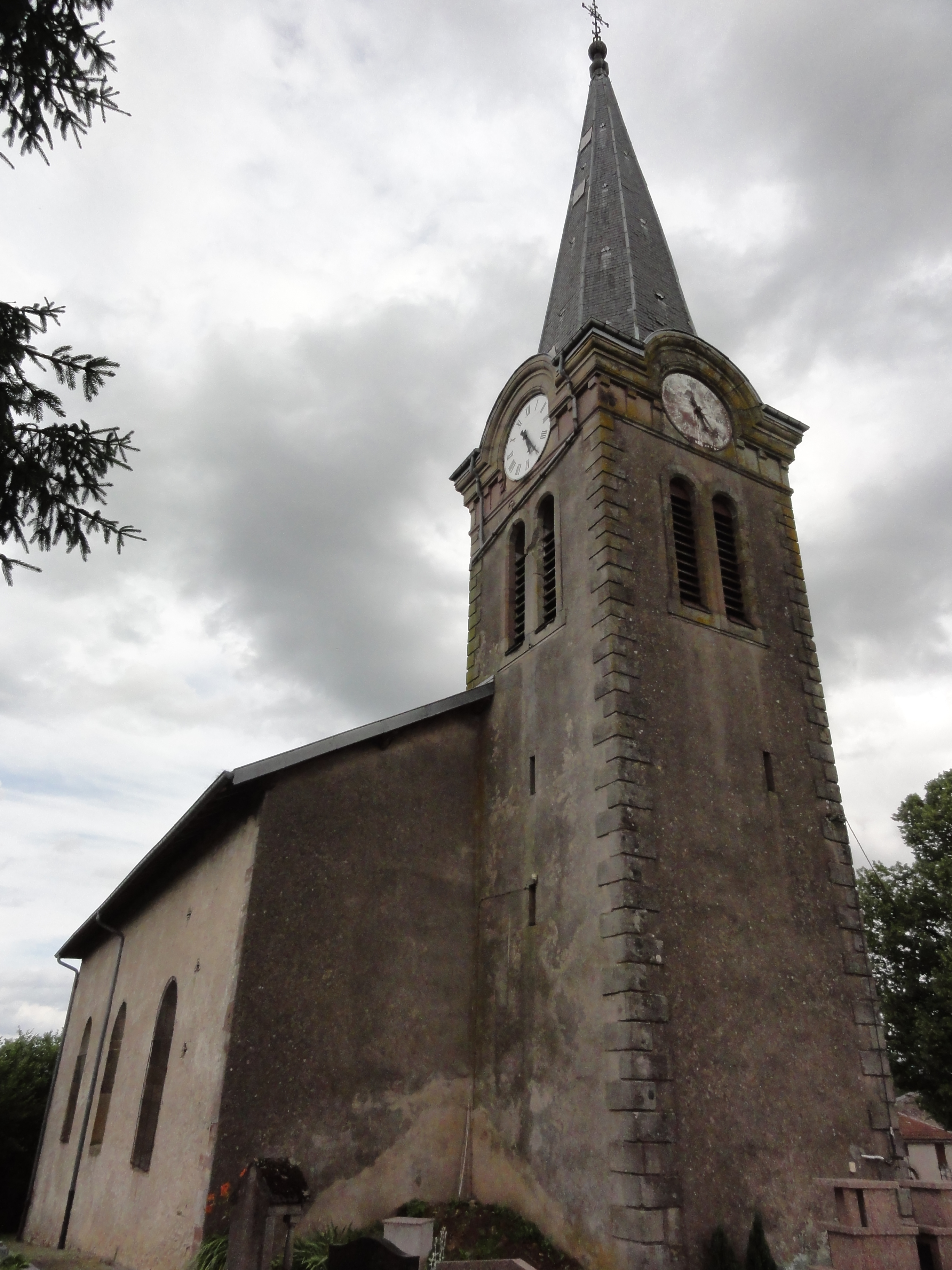
L'église Saint-Jean-Baptiste.

### Lieux et monuments
- Village-rue typique, ruisseau (recouvert), traversant le village, maisons XVIIIe ; beaux linteaux datés et sculptés.
- Fermes lorraines.
- Église 1729, restaurée en 1846, 1957 et 1959, entourée du cimetière (quelques croix anciennes).

### Héraldique
| Blason de Vathiménil | Blason  | D'azur à la bande ondée d’argent chargée en chef d’une feuille de chêne fruitée de sinople et accompagnée en chef d’une gerbe de blé d’or et en pointe d’un caillou du même.                                                                              |
| Blason de Vathiménil | Détails | La bande ondée rappelle la Lorraine et le ruisseau qui traverse le village. La feuille de chêne, et la gerbe de blé évoquent les activités agricoles de la commune. Le caillou symbolise le chapitre de la cathédrale de Metz qui était seigneur du lieu. |

### Blason populaire
Sobriquet : le village était surnommé Vâthi-pouhés, Vathi-cochons en lorrain roman,.